# İsmet İnönü
Mustafa İsmet İnönü (24. september 1884 – 25. december 1973) var Tyrkiets premierminister i 1923-24, 1925-37 og 1961-65 og præsident i 1938-50.
Han var også leder af det Republikanske Folkeparti fra 1938 indtil 1972, da han blev afløst af Bülent Ecevit.
Hans søn Erdal İnönü var midlertidig premierminister i 1993.